# Jakin
Jakin – miasto w Stanach Zjednoczonych, w stanie Georgia, w hrabstwie Early.